# Lübeck Cougars
I Lübeck Cougars sono una squadra di football americano di Lubecca, in Germania, fondata nel 1987 per iniziativa di alcuni ex giocatori dei Lübeck Outlaws, che avevano chiuso l'anno precedente.

## Dettaglio stagioni

### Tornei nazionali

#### Campionato

##### GFL
| Stagione | regular season | regular season | regular season | regular season | regular season | regular season | playoff | playoff | playoff | playoff | playoff | playoff    | playoff      |
|          | Vin            | Par            | Per            | Tot            | PF             | PS             | Vin     | Per     | Tot     | PF      | PS      | risultato  | avversaria   |
| -------- | -------------- | -------------- | -------------- | -------------- | -------------- | -------------- | ------- | ------- | ------- | ------- | ------- | ---------- | ------------ |
| 2012     | 1              | 1              | 12             | 14             | 239            | 579            | 1       | 1       | 2       | 52      | 73      | Retrocessi | Köln Falcons |
| Totale   | 1              | 1              | 12             | 14             | 239            | 579            | 1       | 1       | 2       | 52      | 73      |            |              |

Fonti: Enciclopedia del Football - A cura di Roberto Mezzetti

##### 2. Bundesliga/GFL2
| Stagione | regular season | regular season | regular season | regular season | regular season | regular season | playoff | playoff | playoff | playoff | playoff | playoff   | playoff    |
|          | Vin            | Par            | Per            | Tot            | PF             | PS             | Vin     | Per     | Tot     | PF      | PS      | risultato | avversaria |
| -------- | -------------- | -------------- | -------------- | -------------- | -------------- | -------------- | ------- | ------- | ------- | ------- | ------- | --------- | ---------- |
| 1994     | 3              | 0              | 9              | 12             | 153            | 272            | -       | -       | -       | -       | -       | -         | -          |
| 2002     | 5              | 0              | 5              | 10             | 226            | 267            | -       | -       | -       | -       | -       | -         | -          |
| 2003     | 5              | 0              | 3              | 8              | 237            | 167            | -       | -       | -       | -       | -       | -         | -          |
| 2004     | 11             | 0              | 3              | 14             | 444            | 262            | -       | -       | -       | -       | -       | -         | -          |
| 2005     | 3              | 2              | 9              | 14             | 259            | 435            | -       | -       | -       | -       | -       | -         | -          |
| 2006     | 3              | 0              | 9              | 12             | 174            | 242            | -       | -       | -       | -       | -       | -         | -          |
| 2007     | 7              | 0              | 7              | 14             | 248            | 203            | -       | -       | -       | -       | -       | -         | -          |
| 2008     | 8              | 0              | 6              | 14             | 355            | 332            | -       | -       | -       | -       | -       | -         | -          |
| 2009     | 9              | 0              | 5              | 14             | 340            | 231            | -       | -       | -       | -       | -       | -         | -          |
| 2010     | 6              | 1              | 7              | 14             | 367            | 406            | -       | -       | -       | -       | -       | -         | -          |
| 2011     | 5              | 1              | 4              | 10             | 213            | 189            | -       | -       | -       | -       | -       | -         | -          |
| 2013     | 6              | 1              | 7              | 14             | 350            | 314            | -       | -       | -       | -       | -       | -         | -          |
| 2014     | 9              | 1              | 4              | 14             | 573            | 478            | -       | -       | -       | -       | -       | -         | -          |
| 2015     | 9              | 1              | 4              | 14             | 547            | 448            | -       | -       | -       | -       | -       | -         | -          |
| 2016     | 8              | 0              | 6              | 14             | 496            | 303            | -       | -       | -       | -       | -       | -         | -          |
| 2017     | 4              | 1              | 9              | 14             | 275            | 403            | -       | -       | -       | -       | -       | -         | -          |
| 2018     | 6              | 0              | 8              | 14             | 258            | 330            | -       | -       | -       | -       | -       | -         | -          |
| 2019     | 10             | 0              | 4              | 14             | 418            | 337            | -       | -       | -       | -       | -       | -         | -          |
| Totale   | 117            | 8              | 109            | 234            | 5933           | 5619           | -       | -       | -       | -       | -       |           |            |

Fonti: Enciclopedia del Football - A cura di Roberto Mezzetti

##### Regionalliga
| Stagione | regular season | regular season | regular season | regular season | regular season | regular season | playoff | playoff | playoff | playoff | playoff | playoff   | playoff             |
|          | Vin            | Par            | Per            | Tot            | PF             | PS             | Vin     | Per     | Tot     | PF      | PS      | risultato | avversaria          |
| -------- | -------------- | -------------- | -------------- | -------------- | -------------- | -------------- | ------- | ------- | ------- | ------- | ------- | --------- | ------------------- |
| 1991     | 3              | 1              | 4              | 8              | 97             | 185            | -       | -       | -       | -       | -       | -         | -                   |
| 1992     | 4              | 0              | 6              | 10             | 164            | 222            | -       | -       | -       | -       | -       | -         | -                   |
| 1993     | 5              | 1              | 2              | 8              | 168            | 130            | -       | -       | -       | -       | -       | -         | -                   |
| 1995     | 2              | 0              | 6              | 8              | 128            | 208            | -       | -       | -       | -       | -       | -         | -                   |
| 1996     | 5              | 0              | 5              | 10             | 213            | 211            | -       | -       | -       | -       | -       | -         | -                   |
| 1997     | 2              | 0              | 10             | 12             | 181            | 326            | -       | -       | -       | -       | -       | -         | -                   |
| 2000     | 5              | 0              | 5              | 10             | 134            | 81             | -       | -       | -       | -       | -       | -         | -                   |
| 2001     | 8              | 0              | 2              | 10             | 247            | 62             | 1       | 1       | 2       | 10      | 31      | Finale    | Hannover Musketeers |
| Totale   | 34             | 2              | 40             | 76             | 1332           | 1425           | 1       | 1       | 2       | 10      | 31      |           |                     |

Fonti: Enciclopedia del Football - A cura di Roberto Mezzetti

##### Landesliga (quarto livello)/Oberliga
| Stagione | regular season | regular season | regular season | regular season | regular season | regular season | playoff | playoff | playoff | playoff | playoff | playoff    | playoff                   |
|          | Vin            | Par            | Per            | Tot            | PF             | PS             | Vin     | Per     | Tot     | PF      | PS      | risultato  | avversaria                |
| -------- | -------------- | -------------- | -------------- | -------------- | -------------- | -------------- | ------- | ------- | ------- | ------- | ------- | ---------- | ------------------------- |
| 1990     | 7              | 0              | 1              | 8              | 217            | 78             | -       | -       | -       | -       | -       | -          | -                         |
| 1998     | 6              | 0              | 2              | 8              | 214            | 52             | 0       | 1       | 1       | 12      | 15      | Semifinale | Bremen Firebirds          |
| 1999     | 10             | 0              | 0              | 10             | 349            | 46             | 2       | 0       | 2       | 52      | 7       | Campioni   | Kiel Baltic Hurricanes II |
| Totale   | 23             | 0              | 3              | 26             | 780            | 176            | 2       | 1       | 3       | 64      | 22      |            |                           |

Fonti: Enciclopedia del Football - A cura di Roberto Mezzetti

##### Verbandsliga/Landesliga (quinto livello)
| Stagione | regular season | regular season | regular season | regular season | regular season | regular season | playoff | playoff | playoff | playoff | playoff | playoff   | playoff    |
|          | Vin            | Par            | Per            | Tot            | PF             | PS             | Vin     | Per     | Tot     | PF      | PS      | risultato | avversaria |
| -------- | -------------- | -------------- | -------------- | -------------- | -------------- | -------------- | ------- | ------- | ------- | ------- | ------- | --------- | ---------- |
| 2009     | 0              | 0              | 4              | 4              | 3              | 87             | -       | -       | -       | -       | -       | -         | -          |
| 2010     | 2              | 0              | 4              | 6              | 104            | 77             | -       | -       | -       | -       | -       | -         | -          |
| 2011     | 5              | 0              | 5              | 10             | 95             | 163            | -       | -       | -       | -       | -       | -         | -          |
| 2012     | 4              | 0              | 2              | 6              | 150            | 124            | -       | -       | -       | -       | -       | -         | -          |
| 2019     | 2              | 0              | 10             | 12             | 127            | 307            | -       | -       | -       | -       | -       | -         | -          |
| Totale   | 13             | 0              | 25             | 38             | 479            | 758            | -       | -       | -       | -       | -       |           |            |

Fonti: Enciclopedia del Football - A cura di Roberto Mezzetti

##### Landesliga (sesto livello)
| Stagione | regular season | regular season | regular season | regular season | regular season | regular season | playoff | playoff | playoff | playoff | playoff | playoff   | playoff                |
|          | Vin            | Par            | Per            | Tot            | PF             | PS             | Vin     | Per     | Tot     | PF      | PS      | risultato | avversaria             |
| -------- | -------------- | -------------- | -------------- | -------------- | -------------- | -------------- | ------- | ------- | ------- | ------- | ------- | --------- | ---------------------- |
| 2017     | 5              | 0              | 7              | 12             | 241            | 242            | -       | -       | -       | -       | -       | -         | -                      |
| 2018     | 7              | 1              | 0              | 8              | 348            | 83             | 3       | 0       | 3       | 184     | 33      | Campioni  | Hamburg Blue Devils II |
| Totale   | 12             | 1              | 7              | 20             | 589            | 325            | 3       | 0       | 3       | 184     | 33      |           |                        |

Fonti: Enciclopedia del Football - A cura di Roberto Mezzetti